# Лихај (Оклахома)
Лихај (енгл. Lehigh) град је у америчкој савезној држави Оклахома.

## Демографија
По попису из 2010. године број становника је 356, што је 41 (13,0%) становника више него 2000. године.
| Група             | 2000.       | 2010.       |
| Белци             | 239 (75,9%) | 267 (75,0%) |
| Афроамериканци    | 3 (1,0%)    | 4 (1,1%)    |
| Азијати           | 3 (1,0%)    | 0 (0,0%)    |
| Хиспаноамериканци | 4 (1,3%)    | 4 (1,1%)    |
| Укупно            | 315         | 356         |